# Закутенко, Николай Фёдорович
Николай Фёдорович Закутенко (1922—1985) — подполковник Советской Армии, участник Великой Отечественной войны, Герой Советского Союза (1943).

## Биография
Николай Закутенко родился 22 мая 1922 года в селе Андрушки (ныне — Попельнянский район Житомирской области Украины). В 1938 году он окончил семь классов школы, после чего работал котельщиком на сахарном заводе. В июне 1941 года Закутенко был призван на службу в Рабоче-крестьянскую Красную Армию. В 1942 году он окончил 1-е Астраханское пехотное училище. С июля того же года — на фронтах Великой Отечественной войны. Принимал участие в боях на Воронежском и 1-м Украинском фронтах, был ранен. В 1943 году Закутенко окончил курсы «Выстрел». К сентябрю 1943 года гвардии старший лейтенант Николай Закутенко командовал стрелковой ротой 198-го гвардейского стрелкового полка 68-й гвардейской стрелковой дивизии 40-й армии Воронежского фронта. Отличился во время битвы за Днепр.
В сентябре 1943 года Закутенко получил приказ возглавить головной отряд и обеспечить переправу дивизии. 25 сентября отряд, в который вошло 120 бойцов и командиров, переправился через реку. Отряду удалось спасти от уничтожения взвод гвардии лейтенанта Андрейко и отразить ряд ожесточённые немецких контратак. В тот день Закутенко получил три ранения, но продолжал сражаться, пока не потерял сознание и не был отправлен в госпиталь.
Указом Президиума Верховного Совета СССР от 23 октября 1943 года за «героизм и мужество, проявленные при форсировании Днепра и удержании плацдарма», гвардии старший лейтенант Николай Закутенко был удостоен высокого звания Героя Советского Союза с вручением ордена Ленина и медали «Золотая Звезда» за номером 2011.
После окончания войны Закутенко продолжил службу в Советской Армии, закончил службу в должности военного комиссара Московского района Киева. В мае 1972 года в звании подполковника он был уволен в запас. Проживал в Киеве. Умер 11 июня 1985 года, похоронен на Байковом кладбище Киева.
Был также награждён орденом Красной Звезды и рядом медалей.